# Jim Cummings
James Jonah "Jim" Cummings (nasceu em 3 de Novembro de 1952) é um dublador estadunidense. Foi nomeado duas vezes para o Annie Award: em 1995, por emprestar a voz ao personagem Mister Bumpy na série animada Mister Bumpy; e em 2004, por sua atuação como Kaa em The Jungle Book 2.